# Store Brattholmen
Ne doit pas être confondu avec Store Brattholmen (Fjell) ou Store Brattholmen (Bjørnafjorden).
Store Brattholmen est une île norvégienne du comté de Hordaland appartenant administrativement à Bømlo.

## Description
Rocheuse et couverte d'une légère végétation, elle s'étend sur environ 335 m de longueur pour une largeur approximative de 232 m.